# Argentina nos Jogos Olímpicos de Verão de 1908
A Argentina participou dos Jogos Olímpicos de Verão de 1908 em Londres, no Reino Unido. Não conquistou nenhuma medalha, nem de ouro, nem de prata e nem de bronze. Esta foi a segunda participação do país em Jogos Olímpicos.

## Desempenho

### Patinação artística
| Atleta          | Evento               | Preliminar | Preliminar | Final       | Final       |
| Atleta          | Evento               | Pts.       | Pos.       | Pts.        | Pos.        |
| --------------- | -------------------- | ---------- | ---------- | ----------- | ----------- |
| Horatio Torromé | Individual masculino | 228,9      | 7º         | Não avançou | Não avançou |